# Campeonato de Oceanía de Judo de 1977
El VI Campeonato de Oceanía de Judo se celebró en Melbourne (Australia) en 1977 bajo la organización de la Unión de Judo de Oceanía.
En total se disputaron doce pruebas diferentes, ocho masculinas y cuatro femeninas.

## Resultados

### Masculino
| Evento            | Oro                        | Plata                    | Bronce                         |
| ----------------- | -------------------------- | ------------------------ | ------------------------------ |
| –60 kg            | Warren Richards Australia  | Greg Benson Australia    | Trevor Bilney Australia        |
| –65 kg            | David Givney Australia     | M. Fulham Australia      | Alain Vandange Nueva Caledonia |
| –71 kg            | Michael Picken Australia   | John Van Hoek Australia  | P. Wakefield Australia         |
| –78 kg            | Gary Manly Australia       | Alan Broadhead Australia | Paul Buganey Australia         |
| –86 kg            | Trevor Kschammer Australia | Mark Carew Australia     | Ray Matthews Australia         |
| –95 kg            | Barry Johnson Australia    | Phil Rocks Australia     | Paul Phillips Australia        |
| +95 kg            | Bill Broadhead Australia   | Garry Pinchen Australia  | John Kopp Australia            |
| Categoría abierta | Mark Carew Australia       | Paul Buganey Australia   | Steve McDowall Nueva Zelanda   |

### Femenino
| Evento | Oro                            | Plata                         | Bronce                     |
| ------ | ------------------------------ | ----------------------------- | -------------------------- |
| –50 kg | Carolyn Hamblin Australia      | Debbie Ann Smith Australia    | Christine Domino Australia |
| –57 kg | Suzanne Williams Australia     | Audrey Halkyard Nueva Zelanda | Kerrye Katz Australia      |
| –63 kg | Sandra Manderson Nueva Zelanda | Christina-Ann Boyd Australia  | Judith Hansberry Australia |
| +63 kg | Janet Morrison Australia       | M. Langayvoux Australia       | Randolea Rapley Australia  |

## Medallero
| Núm. | País            | Oro | Plata | Bronce | Total |
| ---- | --------------- | --- | ----- | ------ | ----- |
| 1    | Australia       | 11  | 11    | 10     | 32    |
| 2    | Nueva Zelanda   | 1   | 1     | 1      | 3     |
| 3    | Nueva Caledonia | 0   | 0     | 1      | 1     |
|      | TOTAL           | 12  | 12    | 12     | 36    |